# Teoria dos corpos de classes
Em matemática, a teoria dos corpos de classes é um ramo essencial da teoria algébrica dos números quem tem por objeto a classificação das extensões abelianas, ou seja, as galoisianas e grupos de Galois comutativos, de um corpo dado. Mais precisamente, eatua de maneira a descrever e construir estas extensões em termos de propriedades aritméticos do próprio corpo básico.